# عملية الحامي الموحد

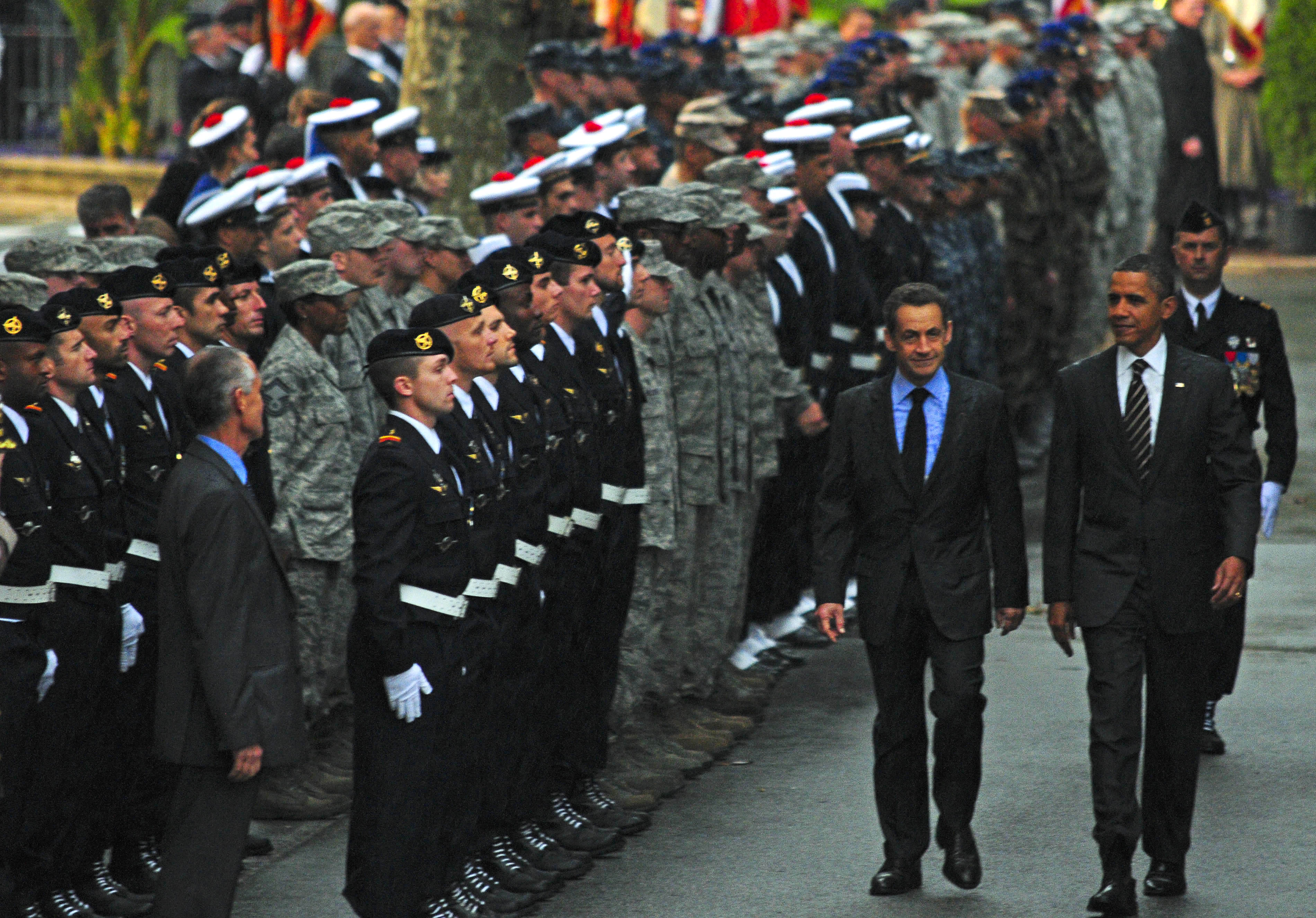
الرئيس باراك أوباما والرئيس الفرنسي نيكولا ساركوزي يستعرضان أفراد القوات المسلحة الفرنسية والأمريكية

كانت عملية الحماية الموحدة عملية تابعة لمنظمة حلف شمال الأطلسي في عام 2011 لإنفاذ قراري مجلس الأمن 1970 و1973 بشأن الحرب الأهلية الليبية، واعتمدتهما في 26 فبراير و17 مارس 2011، على التوالي. وقد فرضت هذه القرارات عقوبات على الأعضاء الرئيسيين في حكومة القذافي وأذنت لحلف شمال الأطلسي بتنفيذ حظر الأسلحة، وإنشاء منطقة حظر للطيران، واستخدام جميع الوسائل اللازمة، وهي أقل من الاحتلال الأجنبي، لحماية المدنيين الليبيين والمناطق المأهولة بالسكان المدنيين.
وبدأت العملية في 23 مارس 2011 وتوسعت تدريجيا خلال الأسابيع التالية، عن طريق إدماج المزيد من عناصر التدخل العسكري المتعدد الجنسيات، التي بدأت في 19 مارس استجابة لنفس قرارات الأمم المتحدة ذاتها. وحتى 31 مارس 2011، شملت جميع العمليات الدولية في ليبيا. وكان دعم منظمة حلف شمال الأطلسي حيويا لانتصار المتمردين على القوات الموالية للقذافي. وقد انتهت العملية رسميا في 31 أكتوبر 2011، بعد أن أعلن قادة المتمردين، الذين أضحوا طابعا رسميا في المجلس الوطني الانتقالي، أن ليبيا حررت في 23 أكتوبر.
وبدأت العملية بفرض حظر سلاح بحري، بينما ظلت قيادة منطقة حظر الطيران والضربات الجوية الموجهة ضد القوات المسلحة الليبية تحت قيادة التحالف الدولي، بقيادة فرنسا والمملكة المتحدة والولايات المتحدة، بسبب عدم وجود توافق في الآراء بين أعضاء منظمة حلف شمال الأطلسي. وفي 24 مارس، قررت منظمة حلف شمال الأطلسي السيطرة على إنفاذ منطقة حظر الطيران، وذلك بإدماج العتاد الجوي للتحالف الدولي تحت قيادة منظمة حلف شمال الأطلسي، على الرغم من أن قيادة الضربات الجوية على الأهداف البرية ظلت تحت السلطة الوطنية. وبعد بضعة أيام، وفي 27 مارس، قررت منظمة حلف شمال الأطلسي تنفيذ جميع الجوانب العسكرية لقرار الأمم المتحدة وتم النقل الرسمي للقيادة في الساعة 06:00 بتوقيت غرينتش من يوم 31 مارس 2011، مما أنهى رسميا العمليات الوطنية مثل عملية فجر أوديسي التي تنسقها الولايات المتحدة.
وقد تم القيام في البداية بحظر الأسلحة باستخدام السفن بصورة رئيسية من المجموعة 1 البحرية الدائمة التابعة لمنظمة حلف شمال الأطلسي، والفريق 1 الدائم المعني بالتدابير المضادة للألغام الذي يقوم بالفعل بأعمال الدورية في البحر الأبيض المتوسط عند اتخاذ القرار، ويتم إنفاذه مع السفن الإضافية، والغواصات، وطائرات المراقبة البحرية من أعضاء منظمة حلف شمال الأطلسي. وكانوا سيقومون «برصد السفن التي يشتبه في أنها تحمل أسلحة غير مشروعة أو مرتزقة، والإبلاغ عنها واعتراضها إذا لزم الأمر». تم فرض منطقة حظر الطيران من قبل الطائرات التي تم نقلها إلى الحماية الموحدة من التحالف الدولي، مع طائرات اضافية من الناتو وغيرها من الدول الحليفة. ولم تنفذ الغارات الجوية، بالرغم من انها تحت قيادة الناتو المركزية، سوى الطائرات التابعة للدول التي وافقت على تطبيق هذا الجزء من قرار الامم المتحدة.